# Renato Master
Renato Master (São Paulo, 26 de janeiro de 1939 — São Paulo, 26 de maio de 2004) foi um ator e dublador brasileiro. Seu último trabalho de dublagem foi no filme O Senhor dos Anéis: O Retorno do Rei

## Biografia
Estreou na televisão, em 1964, na novela A Moça que Veio de Longe, um dos maiores sucessos da extinta TV Excelsior, vivendo o personagem Henrique. A partir daí teve uma carreira que inclui mais de 30 novelas, vivendo de protagonistas a antagonistas.
Foi casado com a atriz Nívea Maria na década de 1960, quando ambos trabalhavam na TV Excelsior, mas o casamento durou pouquíssimo tempo.
Como dublador, dublou atores como Allen Garfield, Franklin Cover, Frank Tejo, Gil Geera, Eddie Jones, James Best, Ken James, An McGregor, John Diar, Jank Azmar, dentre outros.
Morreu aos 65 anos de idade, vítima de um Infarto fulminante.

## Carreira

### Televisão
| Ano  | Título                             | Personagem       | Notas                               |
| ---- | ---------------------------------- | ---------------- | ----------------------------------- |
| 1961 | O Vigilante Rodoviário             |                  | Episódio: "O Recruta"               |
| 1964 | A Moça Que Veio de Longe           | Henrique         |                                     |
| 1965 | Em Busca da Felicidade             |                  |                                     |
| 1965 | Os Quatro Filhos                   |                  |                                     |
| 1965 | Ainda Resta uma Esperança          |                  |                                     |
| 1965 | Onde Nasce a Ilusão                | Renato           |                                     |
| 1966 | As Minas de Prata                  | Dom Fernando     |                                     |
| 1966 | O Pecado de Ser Mãe                |                  |                                     |
| 1967 | Os Fantoches                       | Vítor            |                                     |
| 1968 | O Coração não Envelhece            |                  |                                     |
| 1969 | A Cabana do Pai Tomás              | David            |                                     |
| 1969 | Os Acorrentados                    | Blasco Ibáñez    |                                     |
| 1970 | O Meu Pé de Laranja Lima           |                  |                                     |
| 1970 | Irmãos Coragem                     | Rafael Marques   |                                     |
| 1970 | Pigmalião 70                       | Sérgio           |                                     |
| 1971 | Nossa Filha Gabriela               | Delegado Joel    |                                     |
| 1972 | Quero Viver                        | Bill             |                                     |
| 1973 | Venha Ver o Sol na Estrada         | Tico             |                                     |
| 1975 | Um dia, o Amor                     | Prado            |                                     |
| 1980 | Pé de Vento                        | Gonze            |                                     |
| 1983 | Razão de Viver                     | Willian Di Nardo |                                     |
| 1983 | Pecado de Amor                     | Antônio          |                                     |
| 1983 | Alegria 81                         | Vários           |                                     |
| 1990 | A História de Ana Raio e Zé Trovão | Angelino         |                                     |
| 1993 | Retrato de Mulher                  | Castro           | Episódio: " Era uma vez ... Isabel" |
| 1993 | Você Decide                        | Dom Manuel       | Episódio: " O Juramento"            |
| 1994 | Você Decide                        |                  | Episódio: " Paternidade"            |
| 1994 | Caminhos Cruzados                  | Renato           |                                     |
| 1996 | O Rei do Gado                      | Delegado Bordon  |                                     |
| 1998 | Torre de Babel                     | Juíz             | Participação Especial               |

#### Cinema
| Ano  | Título                        | Personagem |
| ---- | ----------------------------- | ---------- |
| 1969 | No Paraíso das Solteironas    | Padre      |
| 1973 | Desejo Proibido               |            |
| 1974 | O Exorcista de Mulheres       |            |
| 1977 | Noite em Chamas               |            |
| 1978 | O Estripador de Mulheres      |            |
| 1978 | O Prisioneiro do Sexo         |            |
| 1979 | Sede de Amar                  |            |
| 1979 | Dani, um Cachorro Muito Louco |            |
| 1981 | O Homem Que Virou Suco        |            |
| 1981 | Amélia, Mulher de Verdade     |            |
| 1984 | Meu Homem, Meu Amante         |            |
| 1986 | Filme Demência                |            |
| 1991 | Per Sempre                    |            |